# シフト (IT企業)
株式会社シフト（英語表記：SHIFT CO.,LTD.）は、宮崎市に本社を構えるITソリューション会社である。会社設立は1997年11月で代表取締役は川野誠一郎。福岡に支店を構え、クラウドシステム開発を中心事業としている。

## 概要
九州地区での土木建設業向けのソフトウェア「上出来シリーズ」導入は有数のシェアを誇る。
SFA/CRM/グループウェアの業務クラウドシステム「VenusCloud」の開発会社
海外での製品開発・製造サービスや台湾進出支援なども行っている。
国内拠点は宮崎・福岡、海外展開拠点は台湾に現地法人を置いている。

## 沿革
- 1997年　株式会社シフト設立
- 2011年　台湾現地法人「誠美國際行銷企劃有限公司」設立
- 2014年　アセアン・プラス株式会社を子会社化
- 2017年　福岡支店開設

### トピックス
- 2006年　上出来シリーズ　2000社導入
- 2008年　LED照明ブランド「neoblue」販売開始
- 2014年　SFA/CRM/グループウェアを統合した「VenusCloud」提供開始
- 2023年　電子契約サービス「Venus Sign」提供開始

## 主なサービス
- SFA/CRM/グループウェア業務クラウドシステム「Venus Cloud」
- 電子契約サービス「Venus Sign」
- 土木建設業向け電子納品・CAD・施工管理システム「上出来シリーズ」
- HPシステム開発「WEBディレクター」
- ECサイト開発「ECディレクター」
- クラウドサーバー保守サービス
- インターネットメディア運営
- LEDプロダクト開発・販売「neoblue」
- 海外商品調達サービス
- 台湾進出支援サービス

## 関連会社
- 誠美國際行銷企劃有限公司
- アセアン・プラス株式会社
- 株式会社アイソル